# Turfvaart
Een turfvaart is een gegraven waterloop die aangelegd werd om turf te vervoeren van de winplaats (gewoonlijk een veengebied) naar de afzetmarkt (gewoonlijk een stad).
De turf werd vervoerd met een turfschip of turfschuit. Met het woord turfvaart wordt dan ook tevens het verkeer bedoeld dat door de turfschepen werd veroorzaakt.

## Algemeen
De turfwinning in Nederland gaat terug tot de middeleeuwen en het was een belangrijke brandstof voor de nijverheid en huishoudens. De belangrijkste turfwingebieden waren het Hollands-Utrechts laagveengebied, oost-Groningen, oost-Friesland, Drenthe, de kop van Overijssel en west-Brabant. Voor het vervoer naar de afnemers werden turfschepen gebruikt. Voor de ontginning en het transport werden in al deze gebieden vaarten gegraven, zoals de veenkanalen in Groningen, de Opsterlandse Compagnonsvaart in Friesland, de Hoogeveense Vaart en de Drentsche Hoofdvaart in Drenthe en turfvaarten bij Breda en Roosendaal in Brabant.
De turfschepen waren klein van maat en konden tussen de 10 en 30 ton turf vervoeren. De vaarten waren aanvankelijk smal, met een bodembreedte van vijf meter, en slechts een meter diep. Later werden de vaarten groter, eind 18e eeuw werd de Drentse Hoofdvaart aangelegd met een bodembreedte van 8,7 meter en een diepte van 1,1 meter. De sluizen kregen een doorvaartwijdte van 4,8 meter of breder. De aanleg van deze vaarten was meestal in handen van een of meer turfstekers. Het scheepvaartverkeer was heel intensief, in Balkbrug bij de Dedemsvaart, passeerden in 1830 zo'n 7256 schepen, in 1840 waren dit er 10.332, in 1850 zelfs 15.280 en in 1900 nog 10.438. Vooral in het begin waren dit bijna uitsluitend turfschepen. Vaak brachten de turfschepen stadsmest als retourlading mee terug voor de pachtboerderijen op landgoederen die langs de turfvaarten ontstonden.
In plaatsen als Zwartsluis en Roosendaal werd het turf overgeslagen in grotere schepen voor transport naar de steden in Holland en Vlaanderen. Zwartsluis lag op de route van Drenthe over de Zuiderzee naar Amsterdam en in 1776 werd de grote sluis hier herbouwd voor 100.000 gulden. Het geld hiervoor kwam van particulieren die het recht kregen tol te heffen op alle schepen die geschut werden.

## De Turfvaart in Brabant
Los daarvan is de Turfvaart ook een eigennaam voor één bepaalde turfvaart. De Turfvaart is een waterloop van ongeveer 24 km lengte die vanaf het grensgebied ten westen van Achtmaal via de natuurgebieden Pannenhoef en Vloeiweide langs Effen naar Breda loopt, waar hij uitmondt in de Aa of Weerijs. 
De Turfvaart werd in de 17e eeuw gegraven op initiatief van een consortium van Bredase bierbrouwers die turf nodig hadden voor het brouwen van bier. Het eerste deel van de Turfvaart kwam in 1619 gereed. De vaart was een belangrijke ader van waaruit het gebied werd verveend. De vaart zorgde voor ontwatering van het veenmoeras en de turf werd er door naar Breda, Etten-Leur, Oudenbosch en Roosendaal vervoerd. Op de terugweg namen de turfschepen mest mee, om daarmee het verveende gebied vruchtbaar te maken. 
Er werden zo vanaf 1639 zestien landgoederen gevormd. Zo’n landgoed bestond uit één of meerdere pachtboerderijen. De landhuizen werden pas rond 1800 gebouwd, maar de meeste bleven zonder landhuis. De hoeveelheid mest was echter te weinig om de ontgonnen gebieden alle vruchtbaar te maken. Vele daarvan werden weer heidegebied, totdat ze na 1900 werden ontgonnen of met naaldhout beplant.
De vervening begon einde 17e eeuw al te tanen, daar de beste winplaatsen reeds verveend waren. De laatste turfvracht werd in 1733 naar Breda vervoerd. Vanaf 1763 werd de waterloop nog gebruikt om de IJzermolen van Rijsbergen aan te drijven.
Min of meer parallel aan de Turfvaart loopt de Bijloop. Hoewel ze op meerdere plaatsen vlak naast elkaar liggen, zijn ze waterstaatkundig losgekoppeld omdat de Turfvaart tussen dammen (vaartkanten) ligt. Tussen 2016 en 2018 is er een verdere scheiding aangebracht tussen de twee waterlopen. Het ‘natuurwater’ gaat naar de Bijloop, ‘landbouwwater’, waarin zich uitgespoelde mineralen van kunst- en dierlijke mest bevinden, gaat zo veel mogelijk naar de parallel aan de Bijloop stromende Turfvaart.

## Trivia
Het beroemde Turfschip van Breda is niet via de bovengenoemde Turfvaart Breda binnengekomen. Deze episode vond namelijk plaats in 1590 en toen lag de Turfvaart uit 1619 er nog niet.